# Герт Камс
Герт Камс (ест. Gert Kams, нар. 25 травня 1985, Коеру) — естонський футболіст, захисник, півзахисник. Насамперед відомий виступами за клуб «Валга», а також національну збірну Естонії.

## Клубна кар'єра
У дорослому футболі дебютував 2001 року виступами за команду клубу «Коеру», в якій провів три сезони, взявши участь у 54 матчах чемпіонату.
Своєю грою за цю команду привернув увагу представників тренерського штабу клубу «Валга», до складу якого приєднався 2005 року. Відіграв за клуб з Валги наступний сезон своєї ігрової кар'єри. Більшість часу, проведеного у складі «Валги», був основним гравцем команди.
До складу клубу «Флора» приєднався 2006 року. Наразі встиг відіграти за талліннський клуб 231 матч в національному чемпіонаті.

## Виступи за збірну
У 2007 році дебютував в офіційних матчах у складі національної збірної Естонії. Наразі провів у формі головної команди країни 23 матчі, забивши 2 голи.

## Досягнення
- Чемпіон Естонії (5):

«Флора»: 2010, 2011, 2015, 2017, 2019
- Кубок Естонії (4):

«Флора»: 2007-08, 2008-09, 2010-11, 2015-16
- Кубок фінської ліги (1):

СЯК: 2014
- Володар Суперкубка Естонії (3):

«Флора»: 2011, 2012, 2016